# Ecclinusa guianensis
Ecclinusa guianensis är en tvåhjärtbladig växtart som beskrevs av Pierre Joseph Eyma. Ecclinusa guianensis ingår i släktet Ecclinusa och familjen Sapotaceae. Inga underarter finns listade i Catalogue of Life.